# Gaudenzdorfer Gaswerk
Das Gaudenzdorfer Gaswerk war eine zwischen 1855 und 1911 bestehende private Gasfabrik in der Wiener Vorortgemeinde Gaudenzdorf, später Wien-Meidling.

## Geschichte
Nachdem sich in der ersten Hälfte des 19. Jahrhunderts abzuzeichnen begann, dass durch Gas die Beleuchtung von Wohnungen und öffentlichen Plätzen effektiver zu bewerkstelligen sein würde, kam es auch in Wien zu verschiedenen Versuchen mit Leuchtgas, die zunächst aber nicht den gewünschten Erfolg brachten. In London wurde 1824 die Imperial-Continental-Gas-Association (I.C.G.A.) gegründet, die es sich zur Aufgabe machte, in allen europäischen Großstädten Gaswerke zu errichten. So wurde von ihr auch 1842 das in finanziellen Schwierigkeiten steckende Gaswerk Fünfhaus in einem Vorort Wiens übernommen. Im nahegelegenen Gaudenzdorf wurde erstmals 1853 eine Gasbeleuchtung mit Gas aus dem Fünfhauser Gaswerk bei Bürgermeister Josef Leopold Gierster eingeleitet.

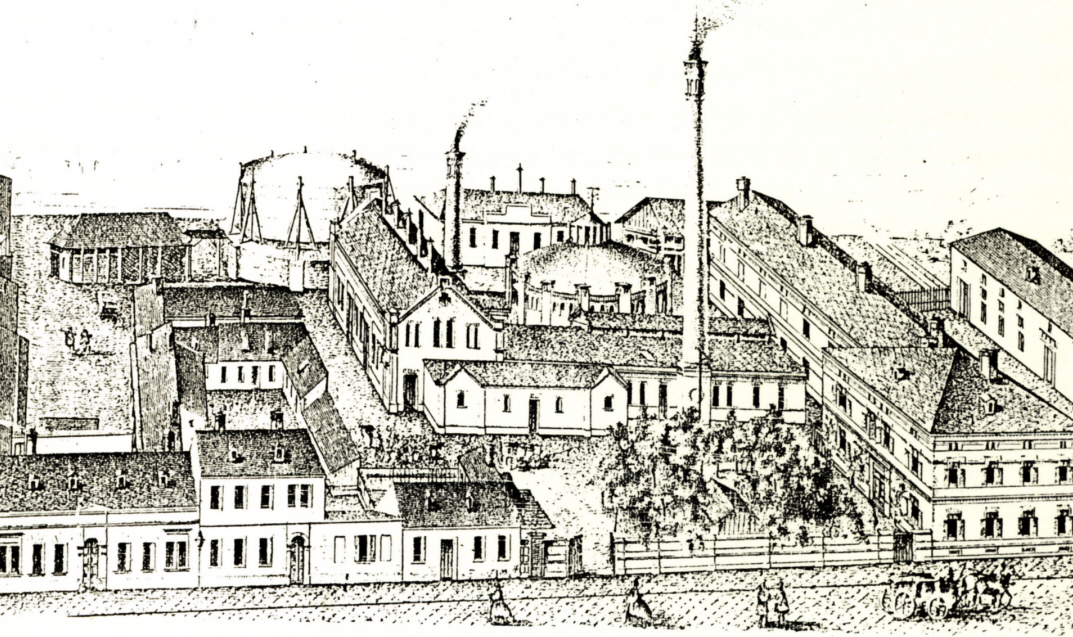
Gaudenzdorfer Gasfabrik (um 1855)

1855 wurde in Konkurrenz zu der englischen Firma die einheimische Österreichische Gasbeleuchtungs-AG (Ö.G.A.G.) gegründet, deren Eigentümer aber anonym blieben. Diese errichtete im selben Jahr das Gaudenzdorfer Gaswerk in der damaligen Jakobstraße 24–30, der späteren Dunklergasse. Es besaß 3 Gasometer, ein Büro- und Direktionsgebäude, mehrere Nebengebäude und 3 große Schornsteine. Das Gelände lag am rechten Ufer des Wienflusses und erstreckte sich zwischen diesem, der heutigen Wientalbrücke, dem heutigen Gaudenzdorfer Gürtel und der heutigen U-Bahn-Station Margaretengürtel.
Das Gaudenzdorfer Gaswerk versorgte im Laufe der Zeit die Wiener Vorortgemeinden Fünfhaus, Sechshaus, Rudolfsheim, Gaudenzdorf, Obermeidling, Untermeidling, Hetzendorf und Altmannsdorf sowie einen Teil von Lerchenfeld mit 686 Straßenleuchten und 26667 privaten Anschlüssen. Außerdem stammte die Gasbeleuchtung der Wiener Hofoper (heute Wiener Staatsoper) von ihm. 1877 produzierte das Gaswerk, beheizt von 12 Öfen zwischen 4140 und 15418 m³ Gas. Als Abfallprodukt entstand Koks, der von der Bevölkerung gerne als Heizmaterial verwendet wurde. Die Gasleitungen vom Werk zu den Abnehmern mussten von der Gasfabrik errichtet und gewartet werden.
Die Ö.G.A.G. entwickelte auch einen eigenen Gaslaternentyp, der als Gaudenzdorfer Laterne bezeichnet wurde. Dieser hatte einen achteckigen Laternenfuß und eine viereckige Laterne, die von einem Pinienzapfen bekrönt wurde. Außerdem wurde sie durch einen Radabweiser vor Beschädigung von Fuhrwerken geschützt.
Eine eigene Fabrikfeuerwehr sorgte für den nötigen Werkschutz. So konnte am 3. Jänner 1875 bei einem Dachstuhlbrand gemeinsam mit den Feuerwehren Fünfhaus und Sechshaus schlimmeres verhindert werden.
Ab den 1870er Jahren kam es aber durch die christlich-soziale Opposition im Wiener Rathaus zur Forderung nach Errichtung eines eigenen städtischen Gaswerkes, um die Gasversorgung der Stadt vor der Abhängigkeit von privaten Firmen zu schützen. Bis zur Durchsetzung dieser Forderung dauerte es noch bis 1899, als das kommunale Gaswerk Wien-Simmering in Betrieb genommen wurde und die privaten Gasgesellschaften ersetzen sollte. Die unterschiedlichen Laufzeiten der privaten Verträge wurden einheitlich mit 1910 begrenzt. Daher musste auch das Gaudenzdorfer Gaswerk im darauffolgenden Jahr seinen Betrieb einstellen. Die Gebäude wurden 1912 abgebrochen, die Trasse des Gaudenzdorfer Gürtels, die schon seit 20 Jahren geplant und verschoben worden war, konnte nun durch das Gelände der ehemaligen Gasfabrik gelegt werden.
1985 stieß man beim Tunnelbau für die U-Bahn-Linie U4 auf die Gasometerwannen und die Reste des Gaudenzdorfer Gaswerks, was den Bau unerwartet verzögerte. Das Gelände der ehemaligen Gaudenzdorfer Gasfabrik blieb seither unverbaut, es befindet sich dort eine Grünanlage und ein Parkplatz.